# Дети-мишени/Дети-убийцы
«Дети-мишени/Дети-убийцы» — макси-сингл российской рок-группы «Элизиум», выпущенный 30 сентября 2007 года.
Макси-сингл стал большим шагом вперёд в творчестве группы и необычным альбомом для её слушателей и музыкальных критиков. Обычно играя песни на романтизированные, мечтательные, в основном оптимистичные темы, «Элизиум» посвятил пять композиций «Детей-мишеней/Детей-убийц» социальным проблемам. На макси-сингле группа сменила свой стиль музыки на более тяжёлый и агрессивный, с тревожными, волнующими текстами, поднимающими вопросы воспитания детей, нравственности, войны, экологии и самоактуализации.
Макси-сингл «Дети-мишени/Дети-убийцы» был выпущен в качестве концептуальной работы, призванной показать слушателям «Элизиума» новое направление в творчестве группы. В 2008 году «Элизиум» презентовал свой пятый студийный альбом под названием 13, полностью сосредоточенный на социальных проблемах. Из макси-сингла в новый альбом вошло три песни, включая заглавную композицию.

## История записи
В творчестве любого коллектива наступает такой момент, когда группе становится интересно взглянуть на своё творчество немного с другого ракурса.
Как концепция альбома 13, история макси-сингла «Дети-мишени/Дети-убийцы» была неразрывно связана с этой новой студийной работой «Элизиума», которую группа посвятила социальным проблемам.
В основном играя песни на романтические и весёлые темы, «Элизиум» за годы существования собрал большое количество поклонников по всей России. В то же время, сами музыканты группы с возрастом саморазвивались как личности, формировали определённые взгляды на жизнь и на ситуации в мире, которые волновали каждого из них. Басист и основатель «Элизиума» Дмитрий Кузнецов вместе с гитаристом Кириллом Крыловым (основные авторы текстов песен) решили, что аудитория фанатов группы стала достаточно большой, чтобы «Элизиум» мог своим творчеством обратить их внимание на такие злободневные темы, как расовые предрассудки, коррупция в политике, проблемы экологии. «Дети-мишени/Дети-убийцы», заглавная композиция макси-сингла о детской беспризорности, была одной из первых упомянутых песен этого творческого направления — о ней рассказал Кирилл Крылов в интервью в мае 2007 года (тогда Кирилл упомянул её под названием «Дети-придурки»): «Это, на самом деле, наша вина: проблема взрослых людей, которые растят таких детей». Сам Крылов не понаслышке был знаком с проблемами подрастающего поколения, поскольку его мать работала в детском приюте. В том же интервью Кирилл сослался на текст другой включённой в макс-сингл песни, «Состояние мира», когда коснулся свойственной «Элизиуму» темы космоса: «Кстати, проблемы космоса, как, например, чёрные озоновые дыры, мы тоже затронем в новом альбоме».
Целью макси-сингла «Дети-мишени/Дети-убийцы» было подготовить слушателей «Элизиума» к выходу будущего альбома 13, продемонстрировав им готовый материал с этого альбома. Кирилл Крылов не отрицал, что новое творческое направление группы может понравиться не всем и часть фанатов перестанет её слушать, однако возлагал надежду на более преданную аудиторию: «Настоящий ценитель творчества должен оценить и понять дальнейшую перспективу нашей группы, нашу лирику». Группа ещё заранее знала, что не все песни макси-сингла будут включены в альбом 13; более того, по мнению Дмитрия Кузнецова, даже все пять композиций на сингле не смогли бы полностью раскрыть его тематику. И всё же, «Дети-мишени/Дети-убийцы» должны были показать слушателям «Элизиума» общую концепцию, дать представить, каким будет следующий альбом группы. «Мы достаточно долгое время развлекаем и веселим народ своим позитивом, и будем это делать, но сейчас хотим перескочить на более высокий уровень, на более серьёзную волну. Хочется быть чуть более политичными, говорить честно, открыто. Теперь в наших песнях будет не только любовь-морковь, цветы и космос» (Кирилл Крылов).

## О песнях
Значительно отличает «Детей-мишеней/Детей-убийц» от предыдущих работ «Элизиума» музыкальный стиль макси-сингла. Посвящённые социальным проблемам, песни исполняются в тяжёлом рок-звучании, призванные вызывать у слушателя волнение и тревогу. Группа также делает ставку на музыкальные эксперименты. Гитарные партии в одной песне могут сменять один рифф на другой — во многом это проделывается в треке «Другие грани понимания свободы». По-разному используется характерный музыкальному стилю «Элизиума» духовой инструмент — труба: появляется в качестве плавного вступления в песне «Повод для войны», энергично играет в композиции «Точки над „i“» и придаёт звучание мотивам ска-панка в «Других гранях понимания свободы». В вокале Александра Телехова преобладают агрессия и надрывные, плачущие интонации; в зависимости от композиции, пение Телехова может начинаться с полушёпота или же срываться на крик.
Автор рецензии на KM.RU Кирилл Радченко считает, что тексты всех пяти песен на макси-сингле неправильно рассматривать по отдельности, так как через каждую из них проходят понятия любви, свободы, мира и ответственности. В одном из пресс-релизов Дмитрий Кузнецов заявлял, что песни обходятся без какого-либо скрытого смысла; Радченко же отмечает, что авторы постарались вложить как можно больше смысла в каждую строчку — при этом, излюбленные группой романтические темы космоса и путешествий утратили на макси-сингле былую беззаботность. К примеру, фраза «Мы свои корабли посадили на ме́ли» в тревожном звучании неоднократно повторяется в заглавном треке «Дети-мишени/Дети-убийцы» — песне о проблеме воспитания беспризорных детей, одни из которых становятся жертвами безнравственности со стороны взрослых, другие же растут с криминальными наклонностями. Упоминание о космосе звучит в композиции «Состояние мира», освещающей проблемы экологии и загрязнения, в таком контексте: «Даже космос встревожен — он дарит нам чёрные дыры». В песне «Повод для войны» тема любви фигурирует как противопоставление понятия «война»; в тексте риторически звучит: «Страх в нашу жизнь вливается — не остановить. Как это всё касается того, что я могу любить?». Ближе других треков макси-сингла к прежнему стилю «Элизиума» музыкальные обзоры относят оптимистичную песню о смысле жизни под названием «Точки над „i“». Заключительная композиция «Другие грани понимания свободы» поднимает вопрос самореализации и отношении к понятию свободы как выбора между добром и злом.

## Выпуск и презентация
Макси-сингл «Дети-мишени/Дети-убийцы» выпущен 30 сентября 2007 года лейблом 2+2=5 — это была первая работа «Элизиума» с данным музыкальным издательством после «АиБ Records». Компакт-диск с макси-синглом был издан в слипкейс-упаковке. Романом Докукиным (вокалистом группы 7000$) было выполнено два варианта дизайна обложки. На картонном футляре с логотипом «Элизиума» и заголовком «Дети-мишени» на фоне тёмной стены с красным прицелом изображены двое хмурых подростков — девочка, держащая в руках плюшевого мишку, и мальчик. На внутреннем буклете с надписью «Дети-убийцы» обложка изображает этих же подростков, но уже с обозлёнными лицами; у мальчика в руках пистолет, у девочки — нож, а стена позади них забрызгана кровью. На диске с макси-синглом, помимо основных пяти композиций, содержится видеоклип на новую студийную версию песни «Куда теряется мечта?» с альбома «Космос», переигранную в стиле акустического регги. Аудио-вариант этой версии песни впоследствии не появлялся ни на одном из официальных релизов группы.
Презентация макси-сингла прошла в день его выпуска, 30 сентября 2007 года, на трёхчасовом концерте «Элизиума» в московском клубе «Точка». В дальнейшем, группа активно исполняла песни с макси-сингла на своих последующих концертах. Три песни макси-сингла — «Дети-мишени/Дети-убийцы», «Состояние мира», «Другие грани понимания свободы» — с дополнительными аранжировками вошли в пятый студийный альбом Элизиума, 13, появившийся в конце 2008 года. Акустическая версия песни «Другие грани понимания свободы» появилась на сборнике «Элизиума» Greatest Hits в 2010 году.
Небезразличие к социальным проблемам не ограничивается у «Элизиума» только на песнях. Группа уже участвовала ранее в благотворительных концертах, а её московский фан-клуб «Космос-рок» собирал всевозможные средства для обеспечения детских домов. После выхода макси-сингла Дмитрий Кузнецов сказал, что группа, имея такой альбом как «Дети-мишени/Дети-убийцы», не имеет права игнорировать подобные мероприятия. Как минимум, в мае 2008 года у «Элизиума» прошло два благотворительных концерта в двух московских клубах. 19 мая «Элизиум» бесплатно выступил в клубе «Тень» в рамках благотворительной акции «Рок-урок», куда были свезены дети из приютов Владимирской, Ярославской и Рязанской областей, среди которых оказались и слушатели группы. Спустя два дня, «Элизиум» также сыграл на фестивале «Будем жить!» в клубе «Точка», посвящённом помощи детям, которые больны лейкемией.

### Точки над «i» feat Дмитрий Спирин
Летом 2009 года «Элизиум» записал версию песни «Точки над „i“» с вокалом в исполнении Дмитрия Спирина, певца из панк-рок группы «Тараканы!», который является хорошим другом басиста «Элизиума» Дмитрия Кузнецова. Песня была выпущена 23 сентября 2009 года, доступная на официальном сайте группы. В интервью интернет-журнала Apelzin Дмитрий Кузнецов рассказал, что изначально планировалась запись трека с группой Lumen, однако не уточнил, была ли это всё та же «Точки над „i“» или какая-то другая композиция.

## Отзывы и критика
Вполне понятно, что группа после изменения стилистики песен потеряет какую-то часть аудитории, хотя и приобретёт, пожалуй, немало — ведь вместе с группой растут и её поклонники.
Определённый настрой на выпуск макси-сингла «Дети-мишени/Дети-убийцы» группа «Элизиум» создала, включив в 2006 году в свой репертуар песню «Сколько стоишь ты?» — композицию с социализированным текстом и рваным музыкальным ритмом. Сетевой проект Jamsession.ru считает, что ранней песней «Элизиума» на социальную тему можно также назвать «Волшебные деньги» 2004 года (альбом «Рок-планета!»), однако именно композиции макси-сингла полностью сконцентрированы в этом направлении. Почти все музыкальные обзоры согласились с тем, что «Дети-мишени/Дети-убийцы» с их жёсткой музыкой и тревожными текстами наглядно демонстрируют, что «Элизиум» сильно изменился и перешёл на новую ступень творчества. В рецензии портала альтернативной музыки «Подземка», который выставил макси-синглу максимальный балл, отмечаются качественные сплетения вокала и Бэк-вокала Александра Телехова, тандем бас-гитары и барабанов, а также многогранность гитарных партий Кирилла Крылова, вобравших в себя сразу несколько стилей — аккуратно, тем не менее, связанных друг с другом. Неизменная для «Элизиума» труба, по словам «Подземки», наполняет песни макси-сингла красками и снимает с них оттенок безнадёжности. Мультипортал KM.RU назвал «Детей-мишеней/Детей-убийц» альбомом, претендующим на статус революционного среди богатой на эксперименты дискографии «Элизиума».
Музыкальные обзоры считают, что новое творческое направление «Элизиума» достаточно узнать по первой же песне «Дети-мишени/Дети-убийцы», давшей название всему макси-синглу. Кирилл Радченко из мультипортала KM.RU пишет, что песня о беспризорных детях полностью затрагивает социальный сектор, не делая акцента только на одной теме. Описывая общую тревожную направленность макси-сингла, сайт Jamsession.ru назвал её «апогеем обречённости». Песня «Повод для войны» вызвала у критиков интерес объединёнными темами любви и войны; авторы обзоров признают, что крайне необычно для «Элизиума» переплетать два таких лейтмотива в одной песне. Альтернативный портал «Подземка» написал, что гитарное вступление к песне исполнено в лучших традициях группы Therapy?. Беря во внимание композицию «Состояние мира», KM.RU предположил, что новое направление «Элизиума» с выпуском макси-сингла носит подчёркнуто пессимистичный характер: в словах этой песни тема космоса, которая часто присутствует в романтизированных песнях группы, имеет совсем другой, мрачный оттенок («Даже космос встревожен — он дарит нам чёрные дыры»). Более похожим на раннее творчество «Элизиума» критики назвали трек «Точки над „i“», где относительно лёгкое музыкальное сопровождение не отвлекает слушателя от слов песни. Последнюю композицию «Другие грани понимания свободы» портал KM.RU ставит в пример того, что группа «Элизиум» прониклась к теме добра и зла на макси-сингле больше родственных её сцене исполнителей. Музыкальный портал «Подземка» проявил интерес к синтезу тяжёлых гитарных риффов и типичных мотивов Ска-панка в этой песне. Блогер Zaandr заключил, что оканчивающаяся словами «Свободным будь! Будь искренней!» композиция являет собой лучший итог для макси-сингла.
«Дети-мишени/Дети-убийцы» участвовали в голосовании «Rock Top» сайта NEWSmuz.com на звание лучшего рок-альбома 2007 года. По итогам, макси-сингл «Элизиума» получил 566 голосов от посетителей сайта, находясь в двух шагах от третьего места, которое поделили между собой альбомы «Стать Севера» группы «Алиса» и «Уходящее солнце» группы «Оргия праведников», набравшие по 846 голосов
Совершенно противоположное мнение о макси-сингле составил крупнейший российский музыкальный портал NEWSmuz.com — начиная с того, что посчитал «почти героическим» решение «Элизиума» не только выпустить релиз в виде макси-сингла, которые на тот момент не были популярны в России, но ещё и с песнями на социальную тематику, за которую группа взялась впервые. Лирика «Элизиума», по мнению NEWSmuz.com, всегда была слабой стороной группы, и если в прежних приземлённых песнях это было простительно, то тексты «Детей-мишеней/Детей-убийц» музыкальный портал назвал «форменной ахинеей», претендующей на серьёзность песен группы Lumen. Исполнение песен макси-сингла при этом не спасает ситуацию: NEWSmuz.com раскритиковал оное как безыдейный, неоригинальный музыкальный ряд и «плачущую» манеру пения Александра Телехова. «Порою отличить, когда заканчивается одна песня и начинается другая, можно только по цифре на CD-плеере. И это вовсе не по причине композиционного совершенства — исключительно по серости и блеклости новых песен „Элизиума“» (NEWSmuz.com). В итоге, Дети-мишени/Дети-убийцы получили от музыкального портала оценку 3/10. Единственный положительный отзыв NEWSmuz.com оставил композиции, не связанной с сутью макси-сингла — песне «Куда теряется мечта?» в новом исполнении. NEWSmuz.com считает, что песня шикарно переиграна и её текст в новой версии раскрывается совершенно иначе. «Пожалуй, это тот трек, который указывает группе её собственное музыкально-перспективное будущее» (NEWSmuz.com). Музыкальный портал «Подземка» также сожалеет, что песня присутствует на макси-сингле только в виде клипа и в аудио-варианте не издавалась.

## Список композиций
Вся музыка написана Кириллом Крыловым и группой «Элизиум».
| №  | Название                         | Текст песни                        | Длительность |
| -- | -------------------------------- | ---------------------------------- | ------------ |
| 1. | «Дети-мишени/Дети-убийцы»        | Михаил Макарычев, Дмитрий Кузнецов | 5:17         |
| 2. | «Повод для войны»                | Михаил Макарычев                   | 4:07         |
| 3. | «Состояние мира»                 | Михаил Макарычев, Кирилл Крылов    | 3:47         |
| 4. | «Точки над „i“»                  | Кирилл Крылов, Дмитрий Кузнецов    | 2:48         |
| 5. | «Другие грани понимания свободы» | Кирилл Крылов                      | 3:02         |

| №  | Название                                  | Длительность |
| -- | ----------------------------------------- | ------------ |
| 6. | «Куда теряется мечта?» (версия 2007 года) | 2:59         |

## Участники записи
- Дмитрий «Дракол» Кузнецов — бас-гитара;
- Александр «Пропеллер» Телехов — вокал, бэк-вокал;
- Кирилл «Кира» Крылов — гитара;
- Александр «Комар» Комаров — труба;
- Алексей «Младшой» Кузнецов — барабаны.

Сессионный участник
- Егор Баранов — виолончель (трек 2).